# Mohamed El Mili
Mohamed El Mili (en arabe : محمد الميلي), né le 11 novembre 1929 à Laghouat et mort le 8 décembre 2016 à Paris 7e, est un écrivain et homme politique algérien.

## Biographie

### Carrière
Écrivain algérien qui a écrit plusieurs ouvrages d'histoire, d'études intellectuelles et d'articles politiques et culturels, il a participé à la révolution algérienne, après l'indépendance de l'Algérie, il a occupé plusieurs postes sensibles (conseiller du président Houari Boumédiène, directeur général de la revue El Moudjahid, directeur général de l'Organisation arabe pour l'éducation, la culture et les sciences et membre du Conseil exécutif de l'Organisation l'UNESCO, Ambassadeur d'Algérie en Grèce et Ministre de l'Éducation).
- Directeur général d'Algérie Presse Service 1974-1977.
- Député à l'Assemblée populaire nationale de la wilaya de Constantine 1977-1979.
- Ambassadeur d'Algérie en Grèce 1982-1984.
- Ambassadeur d'Algérie à l'UNESCO 1984-1988.
- Ambassadeur d'Algérie en Tunisie 1988-1989.
- Ministre de l'Éducation du 9 septembre 1989 au 25 juillet 1990.
- Ambassadeur d'Algérie en Égypte 1991-1992.
- Directeur général de l'Organisation arabe pour l'éducation, la culture et les sciences 1993-2000.

### Décès
En 2012 ou 2013, il est tombé malade, puis sa femme Zeyneb El Meli l'a emmené en France pour se faire soigner, alors que les médecins algériens n'ont pas pu soigner sa paralysie totale.
Il est décédé dans un hôpital parisien à l'âge de 87 ans et son corps est arrivé en Algérie le vendredi 10 décembre 2016 à bord d'un avion d'Air Algérie et a été enterré après la prière de midi au cimetière de Sidi Yahya. Le président de la République Abdelaziz Bouteflika a adressé ses condoléances à la famille du défunt.

### Œuvres
- Franz Fanon et la révolution algérienne..
- Ben Badis et l'arabisme de l'Algérie en 2007, à l'occasion, Alger, capitale de la culture arabe.